# Île Santa Barbara (Californie)
Pour les articles homonymes, voir Île Santa Barbara.
L'île Santa Barbara est la plus petite des huit des Channel Islands de Californie avec 2,6 km² de superficie. 
Elle appartient au Comté de Santa Barbara.
Elle s'est formée grâce à des activités volcaniques sous-marines.
Elle est voisine de deux îlots : l'île Sutil (Sutil Island), située au sud-ouest off, et le rocher Shag Rock proche du rivage nord.